# Gice
Gice (szlovákul: Hucín) község Szlovákiában, a Besztercebányai kerületben, a Nagyrőcei járásban.

## Fekvése
Nagyrőcétől 20 km-re délkeletre, a Murány bal partján fekszik.

## Története
A település a 12.-13. században keletkezett. 1327-ben „Gyuche" alakban említik először és már a 14. század első felében állt plébániatemploma, melyet 1338-ban említenek. A falu földesura a helyi nemes Giczey család volt. 1418-ban „Gyche", 1565-ben „Hwczin", 1580-ban „Hwsin" néven említik. 1427-ben 32 portával adózott urának, a Giczey családnak. 1677-ben Giczey Zsigmondnak kétemeletes fa udvarháza volt itt. A Czékus család a 18. században lett a falu birtokosa. Czékus Mátyás ekkor vette nőül Giczey Máriát, a birtok örökösét. A család kastélyt is építtetett itt, mely ma is a község egyik nevezetessége.
A 18. század végén Vályi András így ír róla: „GICZE. Hutzim. Magyar falu Gömör Vármegyében, birtokosai Fáy, és több Urak, lakosai katolikusok, de több reformátusok, fekszik Süvethének szomszédságában, mellynek filiája, Pelsőtztöl fél mértföldnyire, Jolsvához pedig két órányira, lakosai nevezetes fejér pípákat, és jó tserép edényeket készítenek. Földgye jó, legelője elég, fája mind a’ két féle, malma helyben, piatzozásai közel, gyümöltsös kerttyei a’ házaknál, szenet, és meszet is égetnek, ’s mivel a’ vas hámoroknak szomszédságában vannak, el is adhattyák, első Osztálybéli."
1828-ban a község 76 házát 551-en lakták. A Fáy család szintén házassággal került a falu birtokosai közé.
A 19. század közepén Fényes Elek eképpen írja le: „Gicze, (Hudeyn), magyar falu, Gömör és Kis-Honth egyesült vmegyékben, Jolsvához délre 3 órányira: 168 kath., 374 ref., 95 evang. lak. Ref. anyaekklézsia. Határa termékeny; erdeje, sok gyümölcse van; cserépedényt s meszet éget. F. u. többen. Ut. p. Rozsnyó."
1871 és 1891 között Fáy Gusztáv a vármegye alispánja volt, tőle pedig fia örökölte ezt a tisztséget. A család kastélya ma iskolaként és kultúrházként működik. A község birtokosai voltak még a Diószeghy és Orosz családok. Lakói mezőgazdasággal, mészégetéssel, fazekassággal foglalkoztak.
Borovszky monográfiasorozatának Gömör-Kishont vármegyét tárgyaló része szerint: „Gicze, murányvölgyi magyar kisközség, körjegyzőségi székhely, 98 házzal és 529, nagyobbára ev. ref. vallású lakossal. 1427-ben Gyche alakban, már mint nagyobb község, 32 portával van említve. A Giczey család volt az ura, utána az Orosz család, azután a Diószeghy, Hámos, Fáy és a Czékus család. Most Fáy Albertnek, Remenyik Andornak s Nagy Elemérnek van itt nagyobb birtoka és mindegyiknek úrilaka. Ezek közül a Remenyikét és Nagyét még a Czékus család építtette, a Fáy-félét pedig jelenlegi tulajdonosa. Itt készítették a XVIII. század második felében a híres giczei pipákat és ekkor a község Hudeyn néven is ismeretes volt. Református temploma 1530 körül épült. Az egyház szent-edényei 1722-ből valók. Ide tartozik Dobra és Ritka puszta is. A községnek van postája. Távírója és vasúti állomása Licze-Gicze."
A trianoni diktátumig Gömör-Kishont vármegye Nagyrőcei járásához tartozott. 1938 és 1945 között újra Magyarország része.
Ma a községet mintegy fele részben romák lakják, a magyarok aránya 30%, a szlovákoké 20%.

## Népessége
| Év:            | 1994. | 2004.   | 2014.    | 2024.   |
| -------------- | ----- | ------- | -------- | ------- |
| Emberek száma: | 795   | 782     | 913      | 915     |
| Eltérés:       |       | -1,63 % | +16,75 % | +0,21 % |

| Év:            | 2023. | 2024. |
| -------------- | ----- | ----- |
| Emberek száma: | 915   | 915   |
| Eltérés:       |       | +0 %  |

1910-ben 530-an, túlnyomórészt magyarok lakták.
2001-ben 781 lakosából 391 cigány, 207 magyar és 149 szlovák.
2011-ben 877 lakosából 391 cigány, 235 szlovák és 167 magyar.

## Neves személyek
- Itt született 1816-ban Maklári Pap Lajos református lelkész.

## Nevezetességei
- Református temploma a 14. században épült, a 17. században átépítették, majd a 19. században megújították.
- A Czékus-kastély a 18. században készült.
- A Fáy-kastély a 19. században épült.

## Képtár

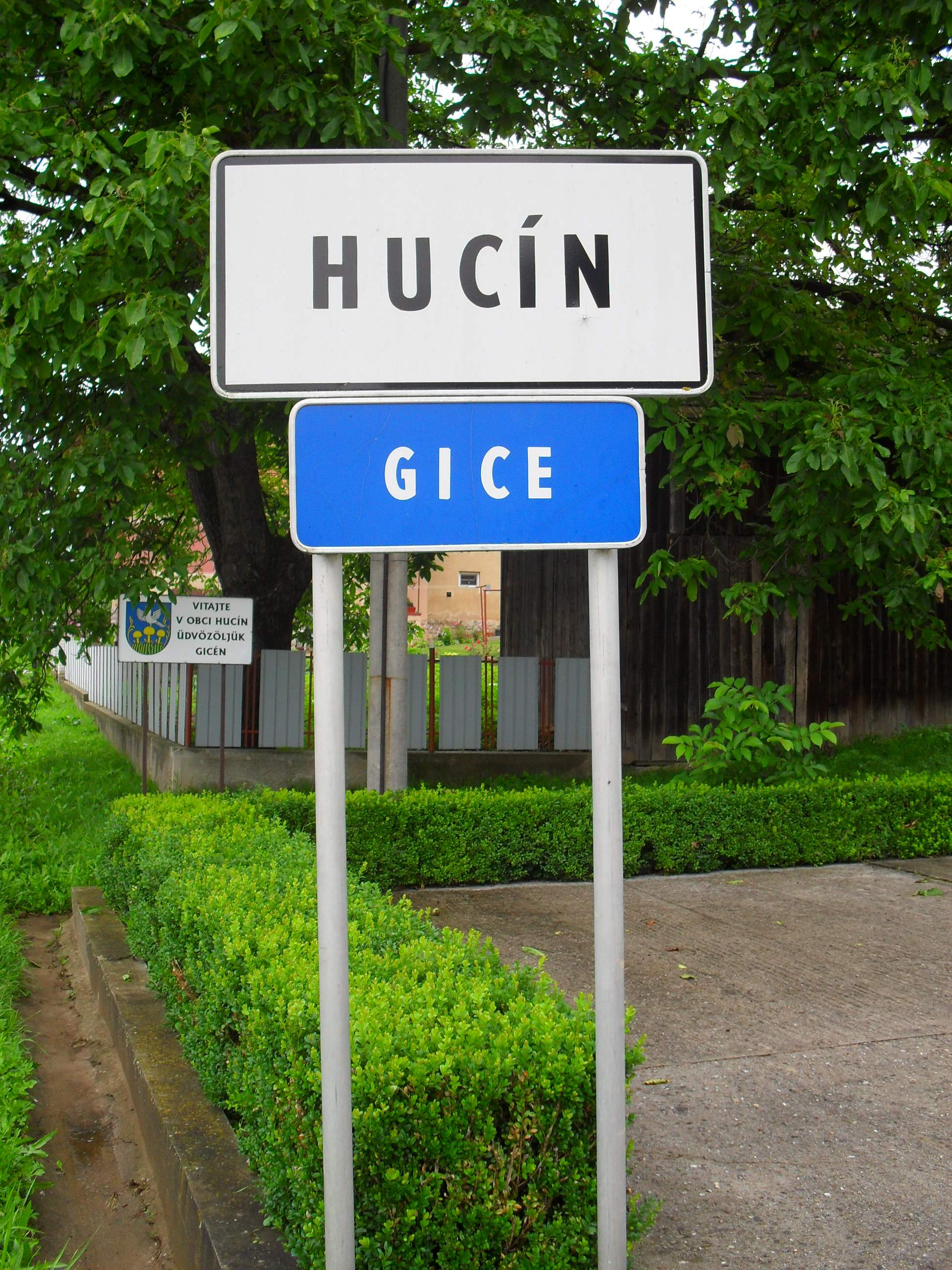
Kétnyelvű helységnévtábla
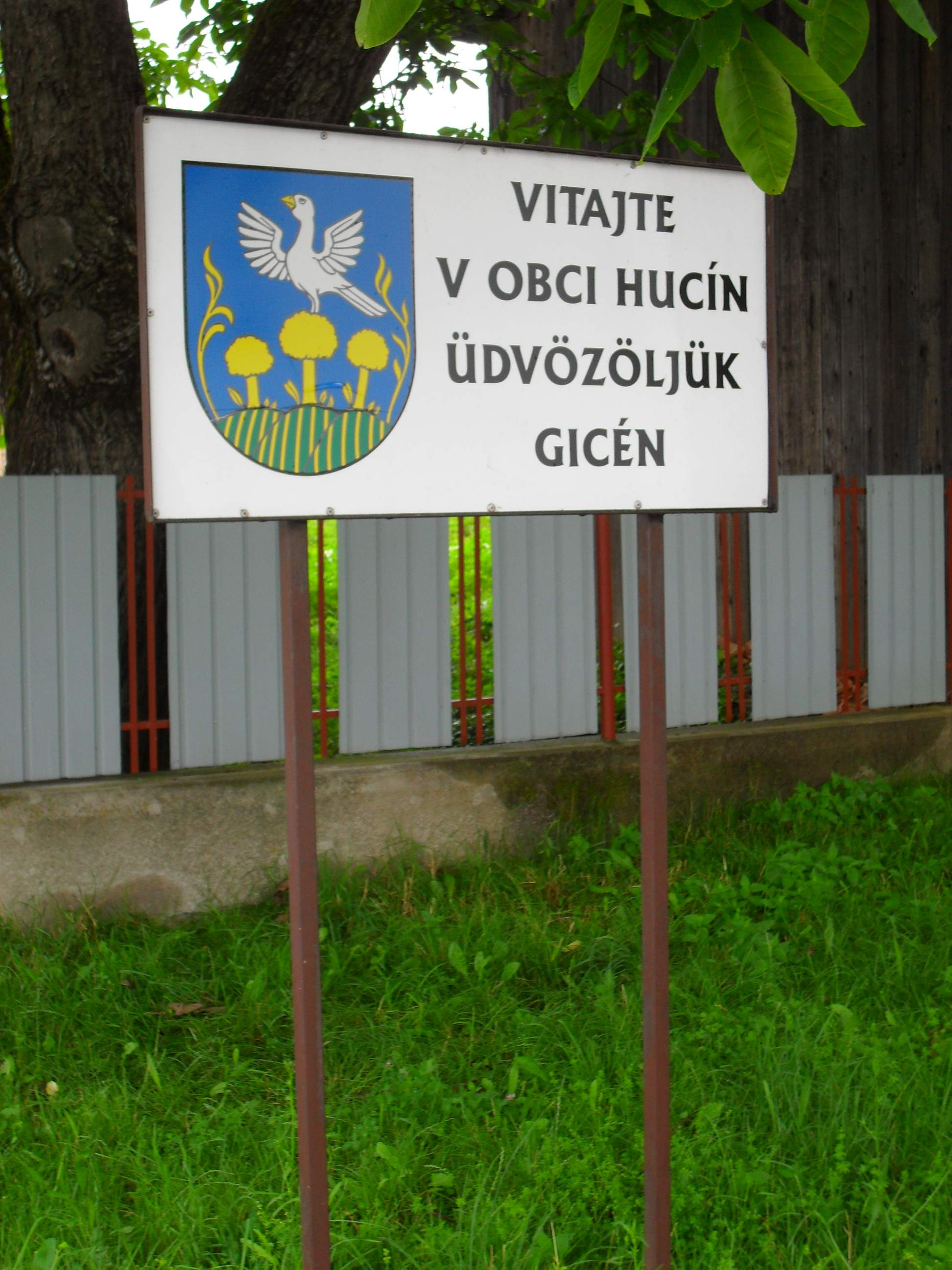
Címeres üdvözlőtábla
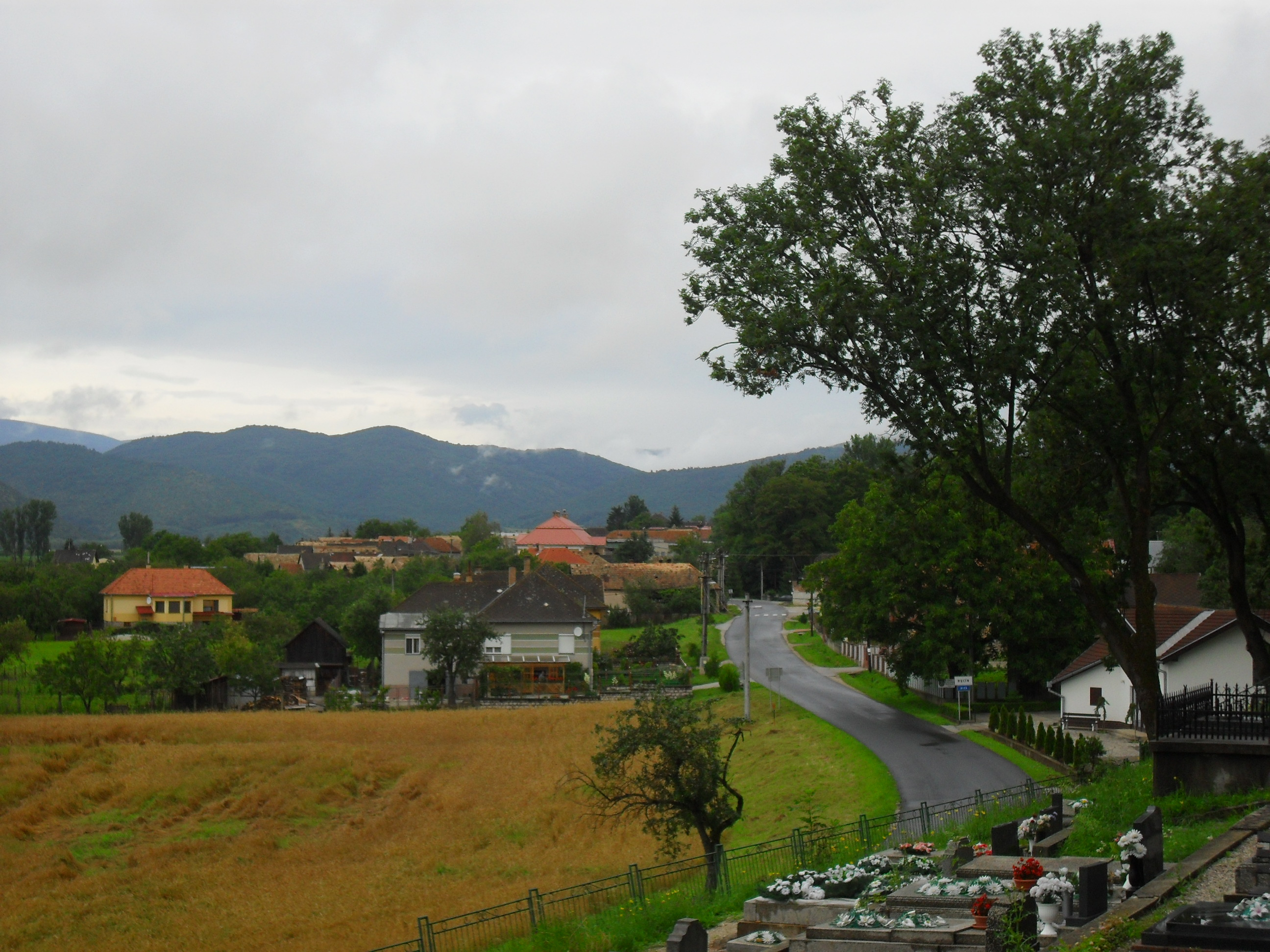
Kilátás a temetőtől
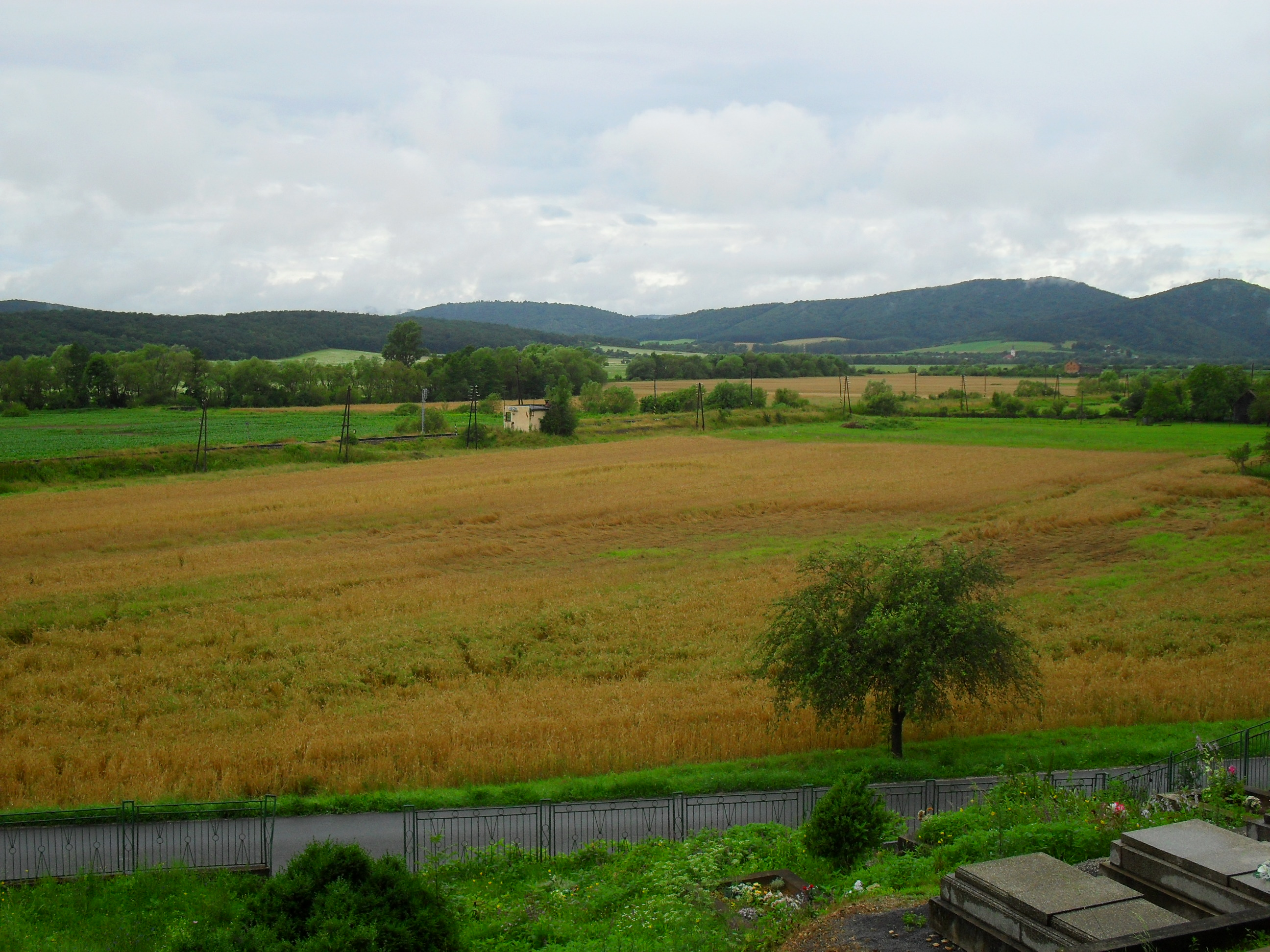
A Murány völgye Gicénél
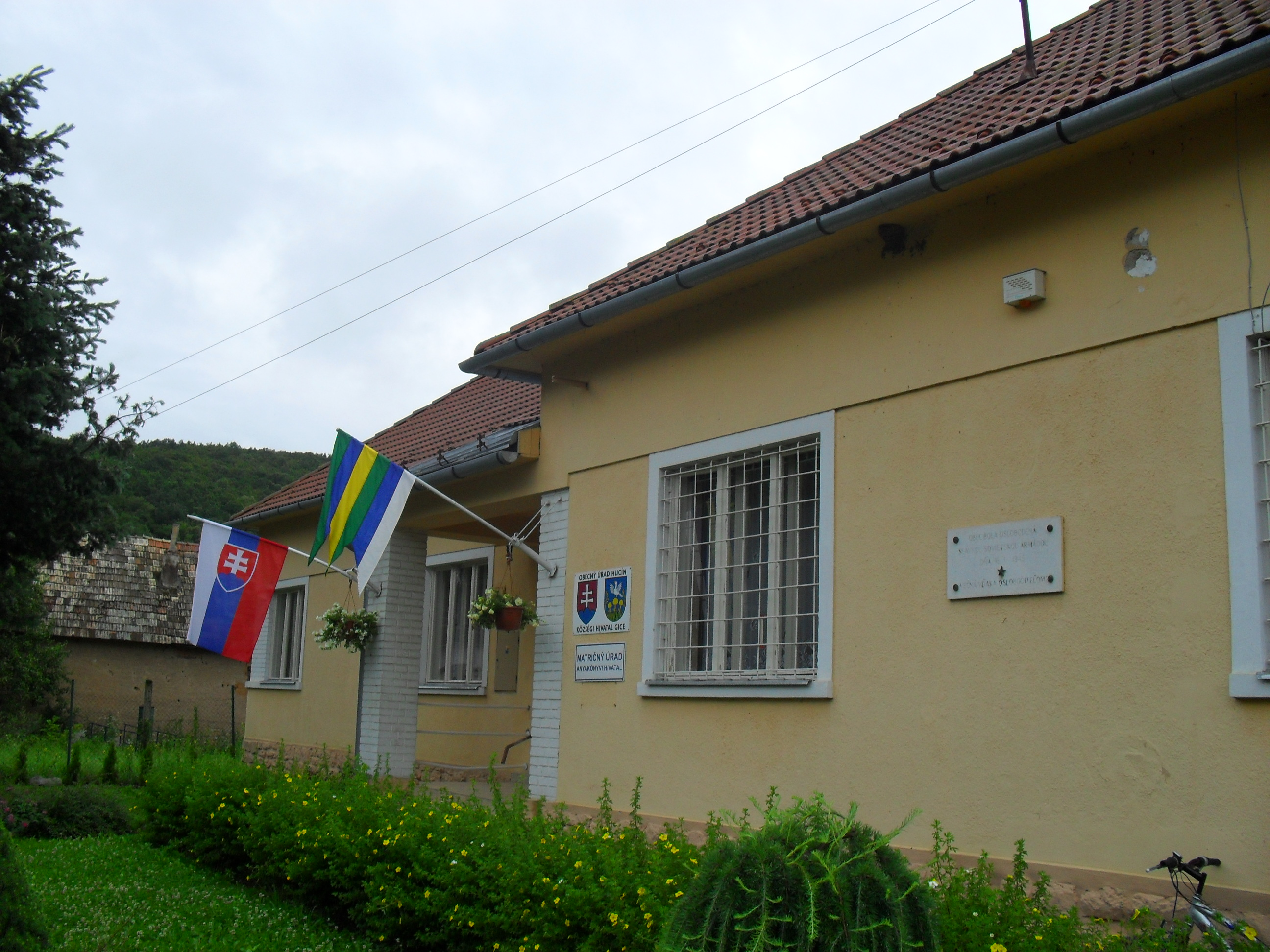
Községi hivatal
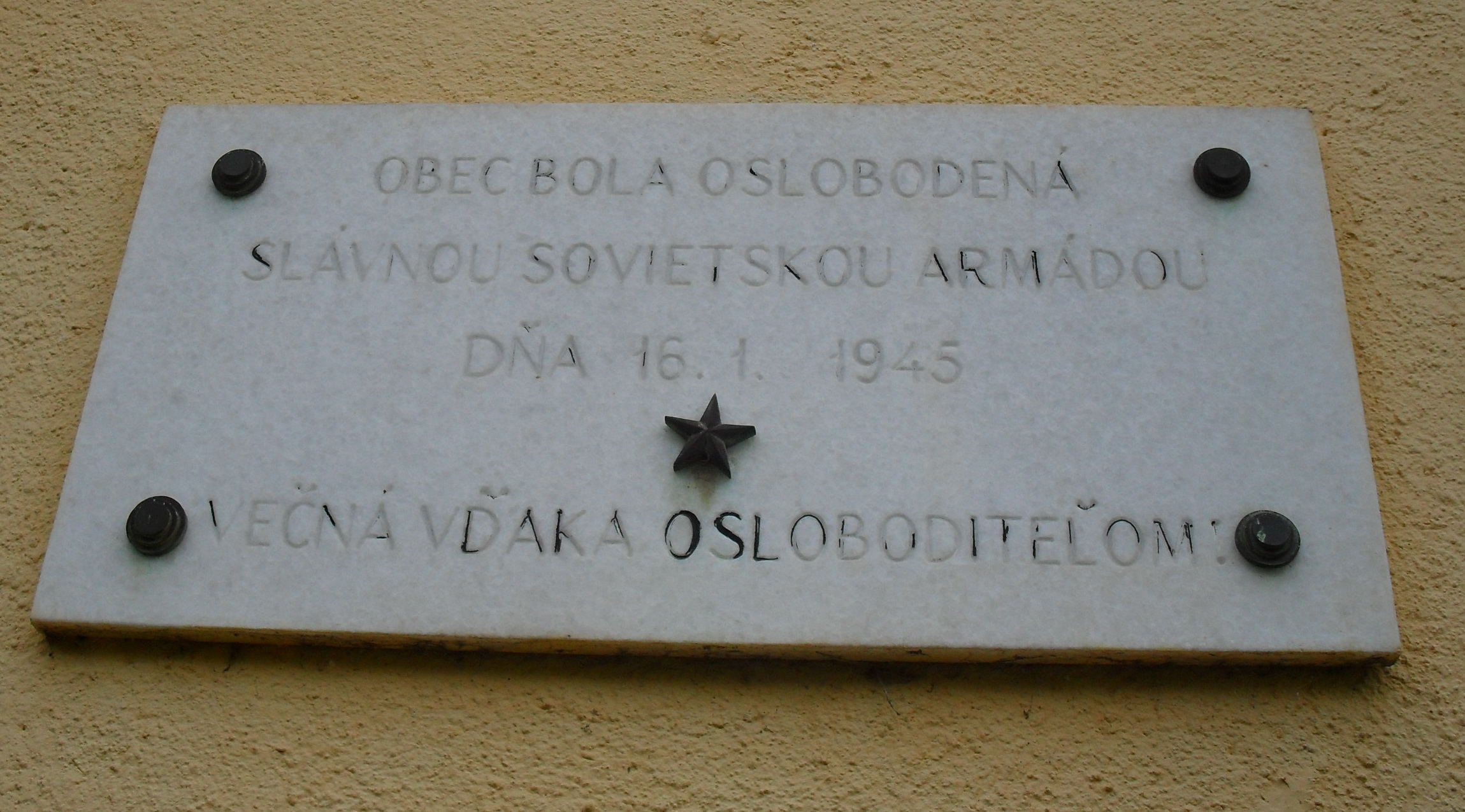
Felszabadulási emléktábla
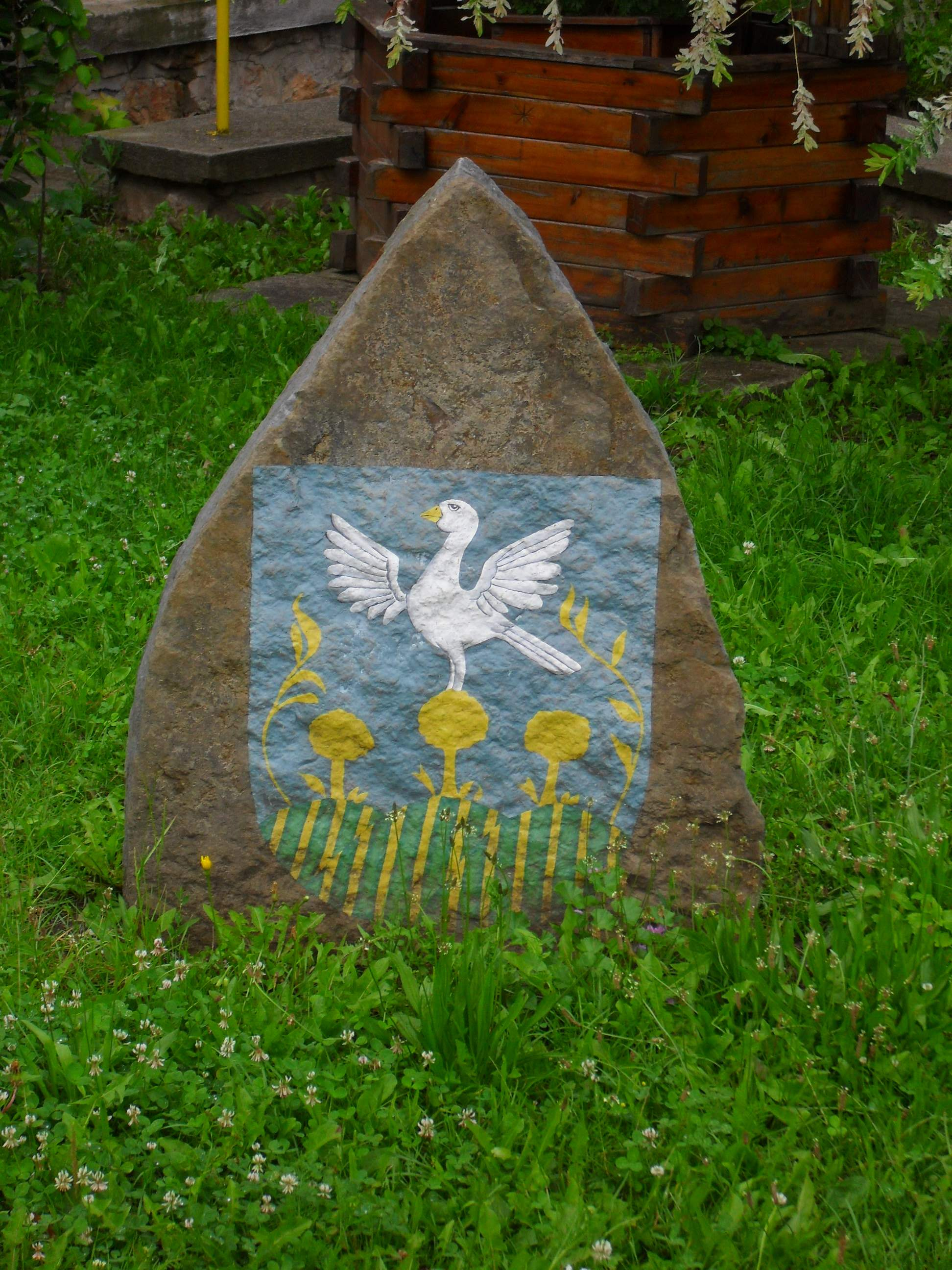
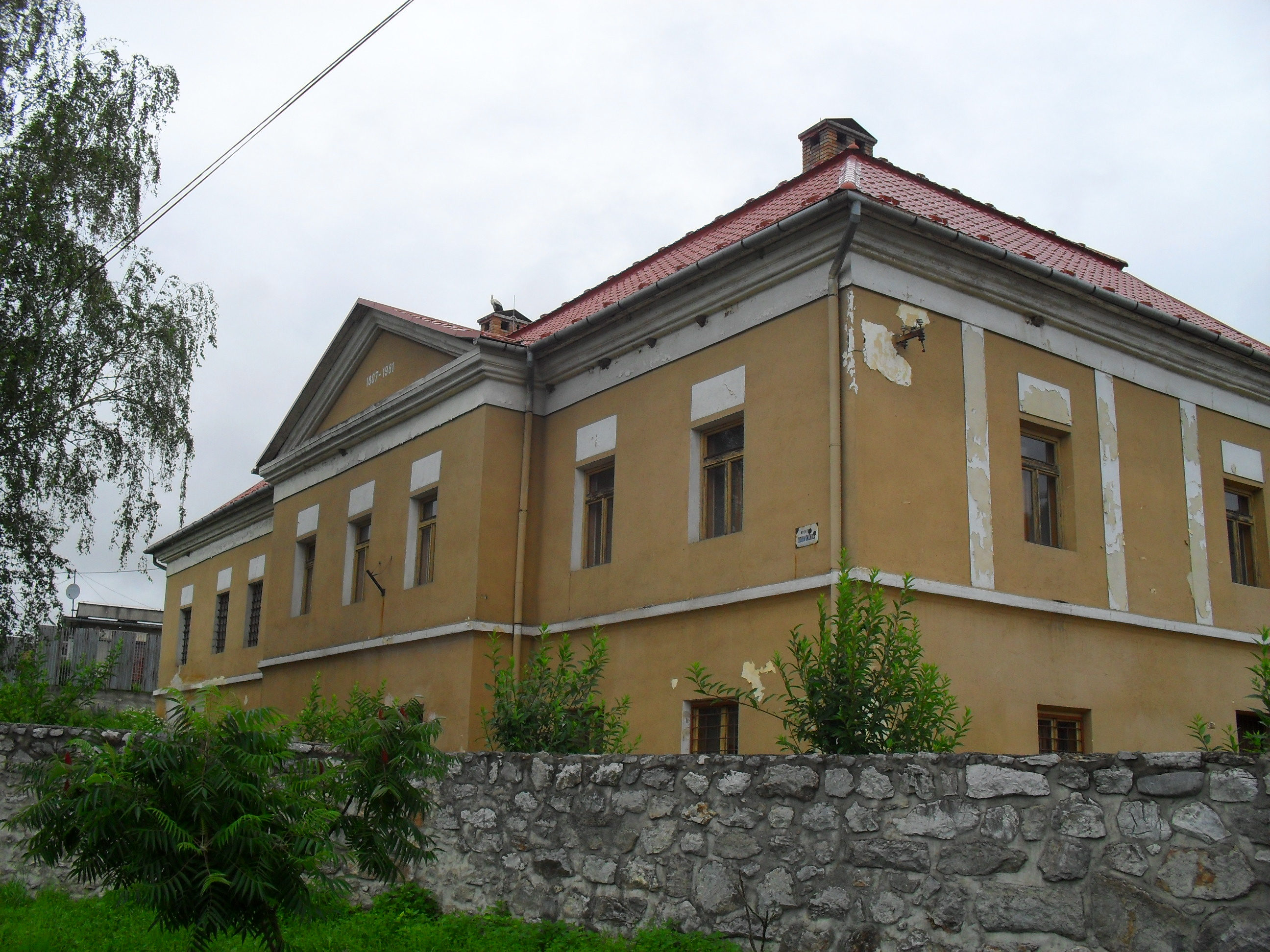
Kastély
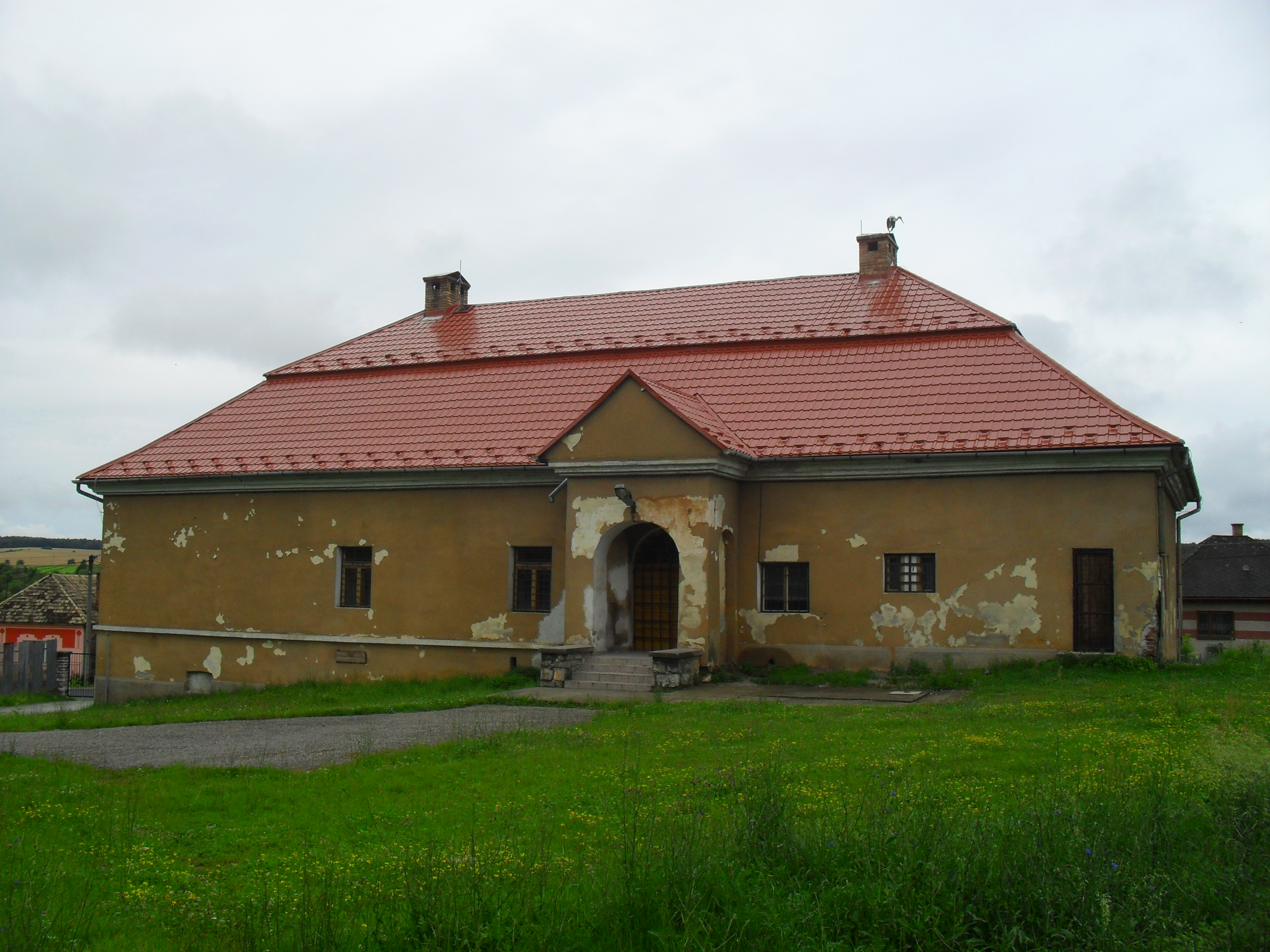
Kastély
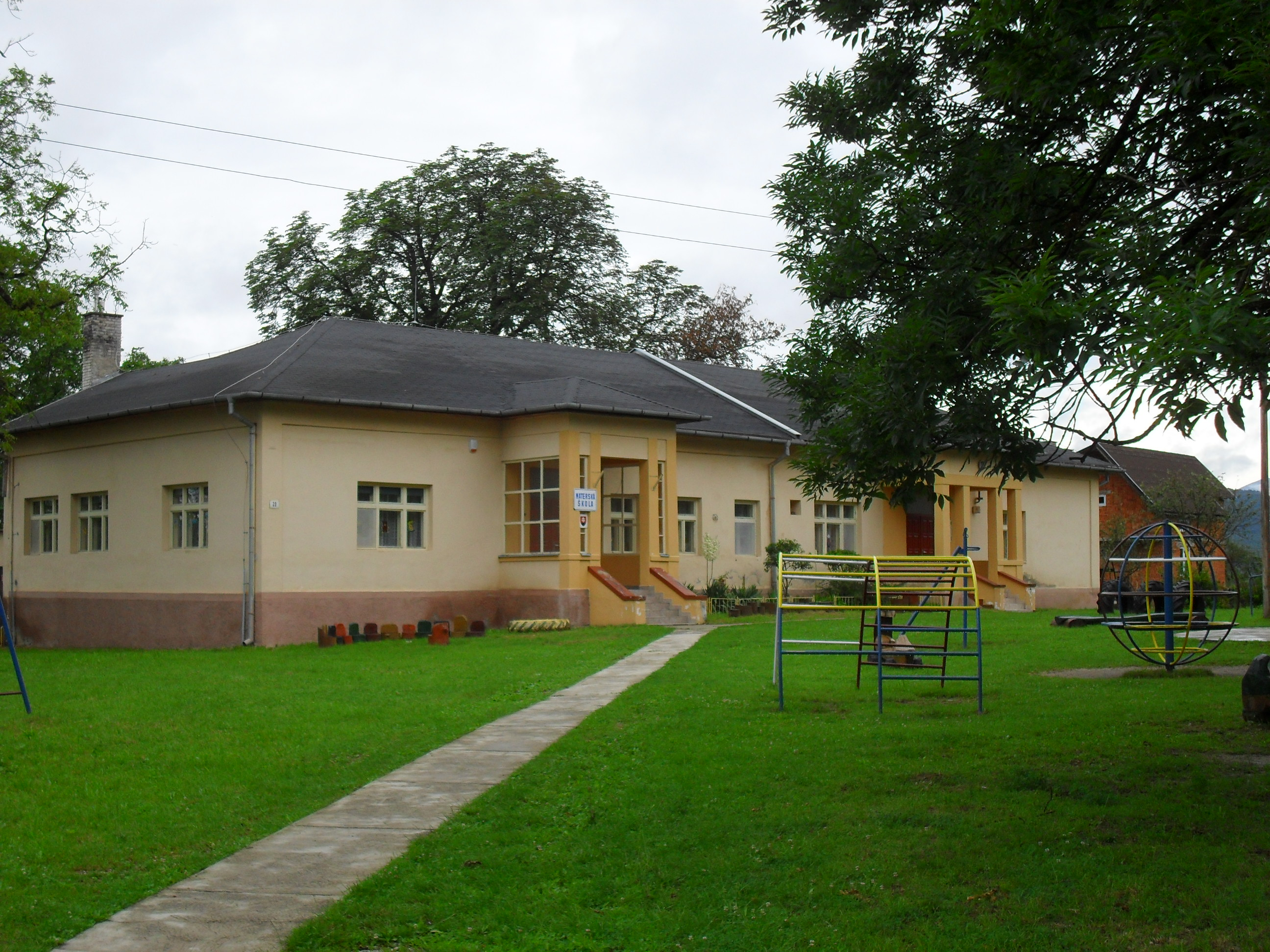
Óvoda
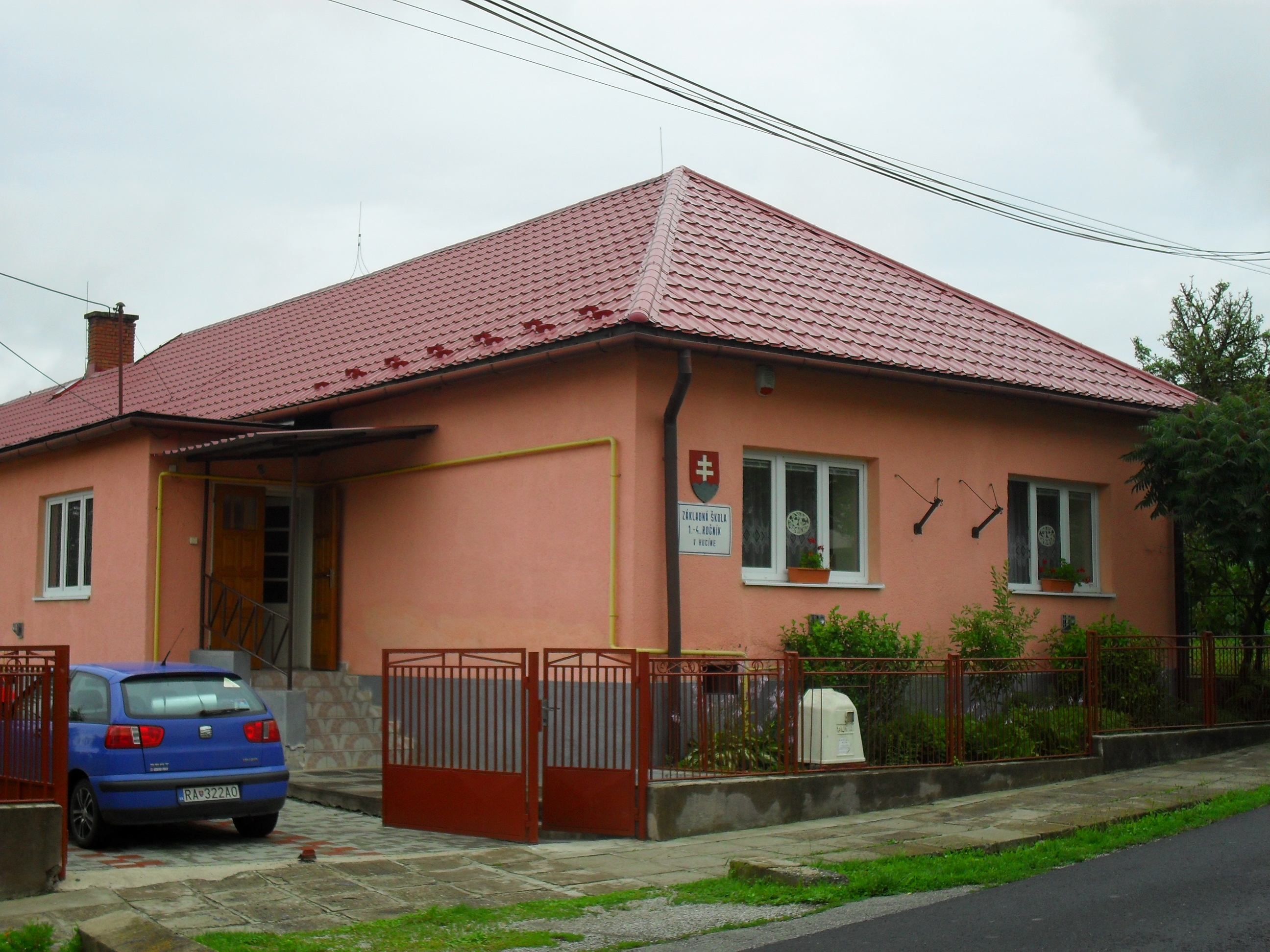
Alapiskola
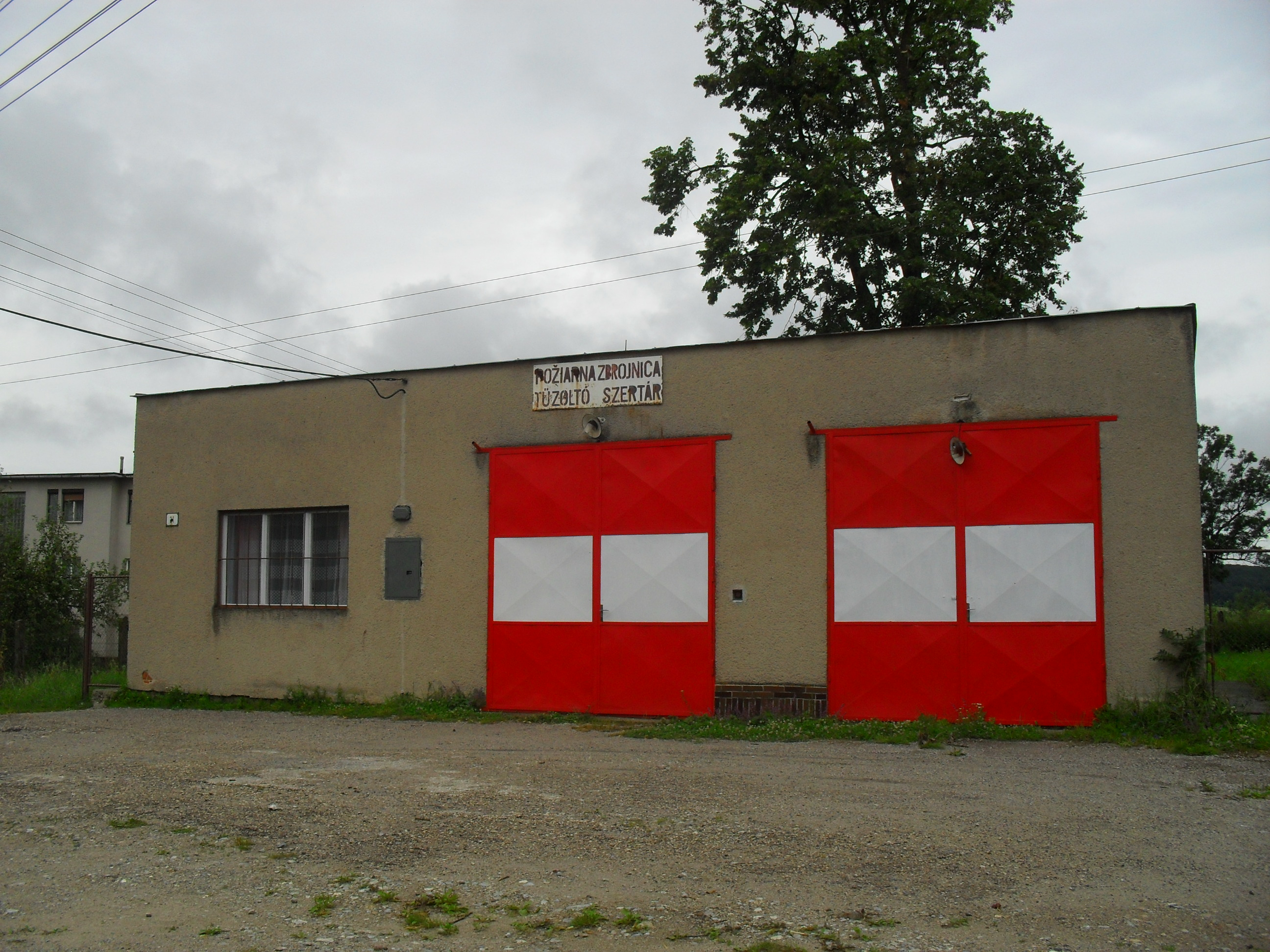
Tűzoltószertár
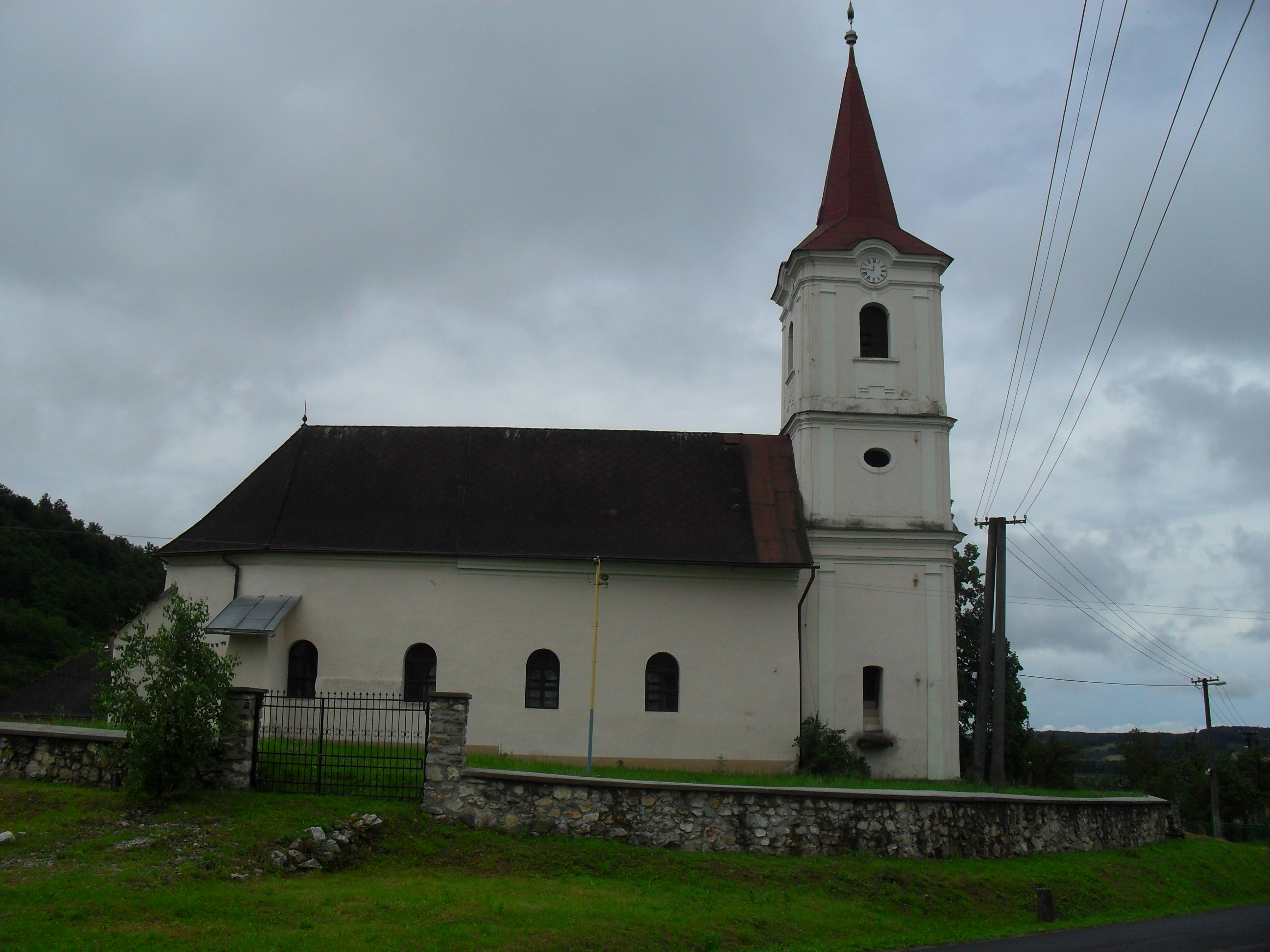
Református templom
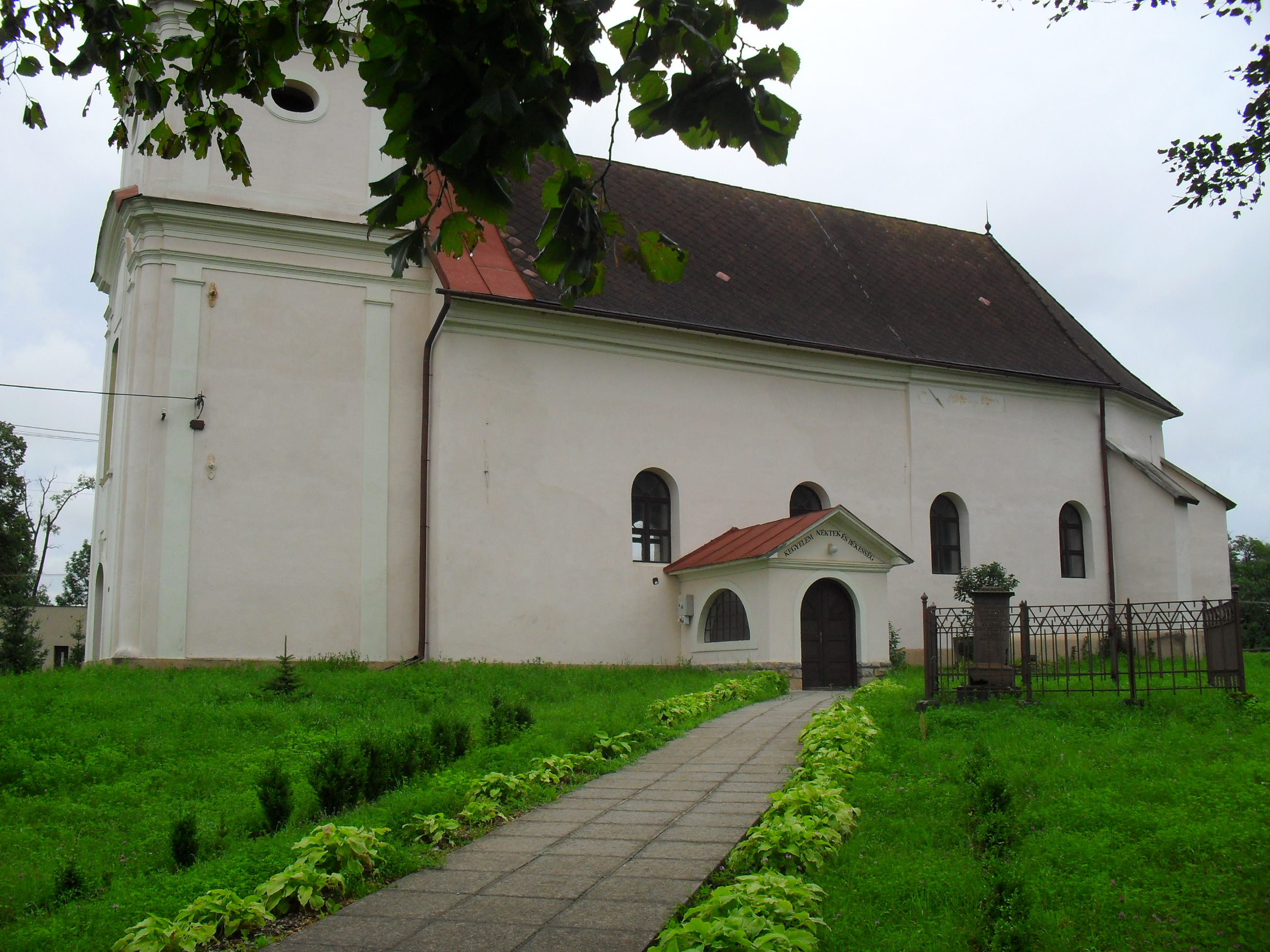
Református templom
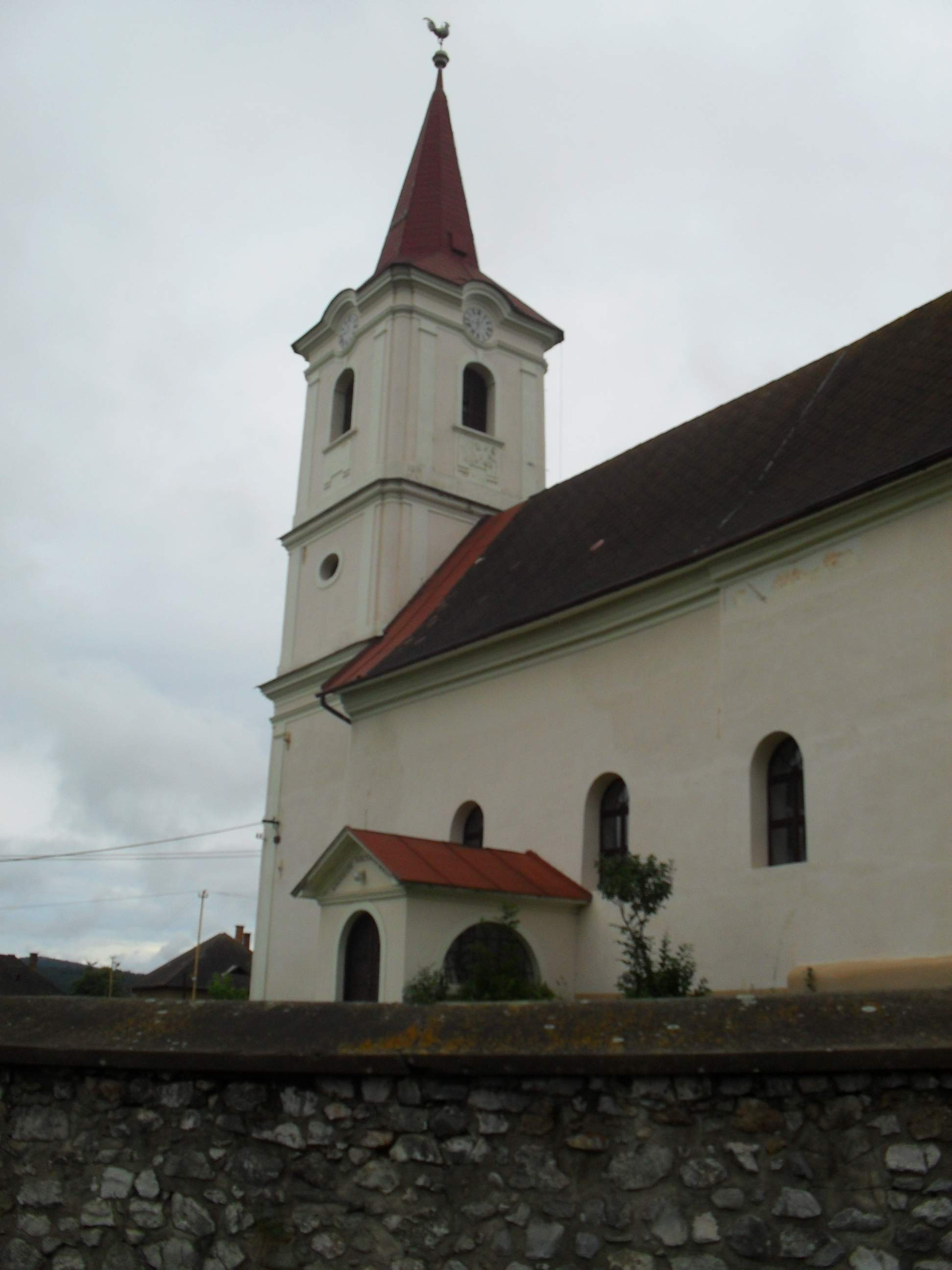
Református templom
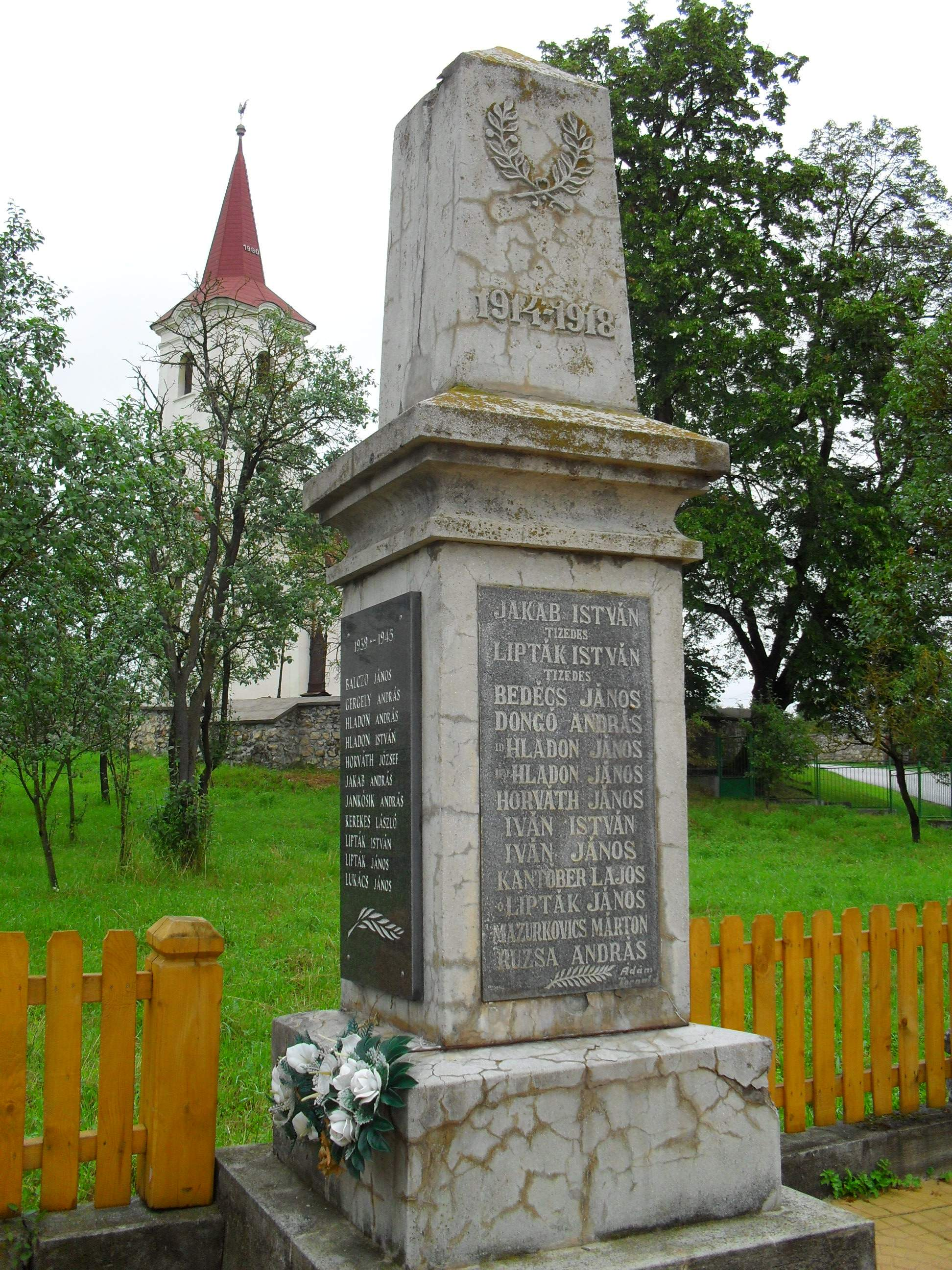
Világháborús emlékmű
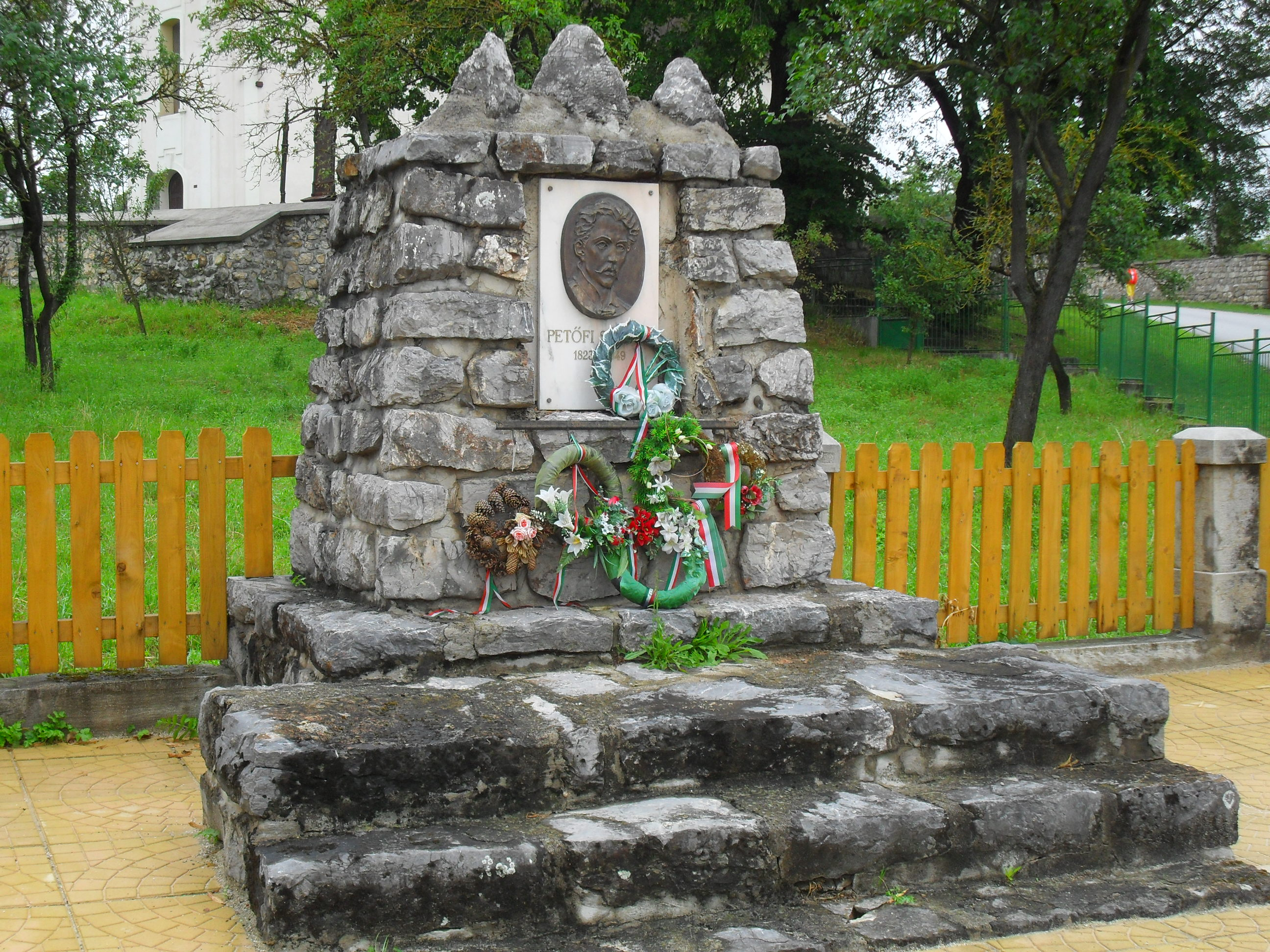
Petőfi Sándor emlékműve
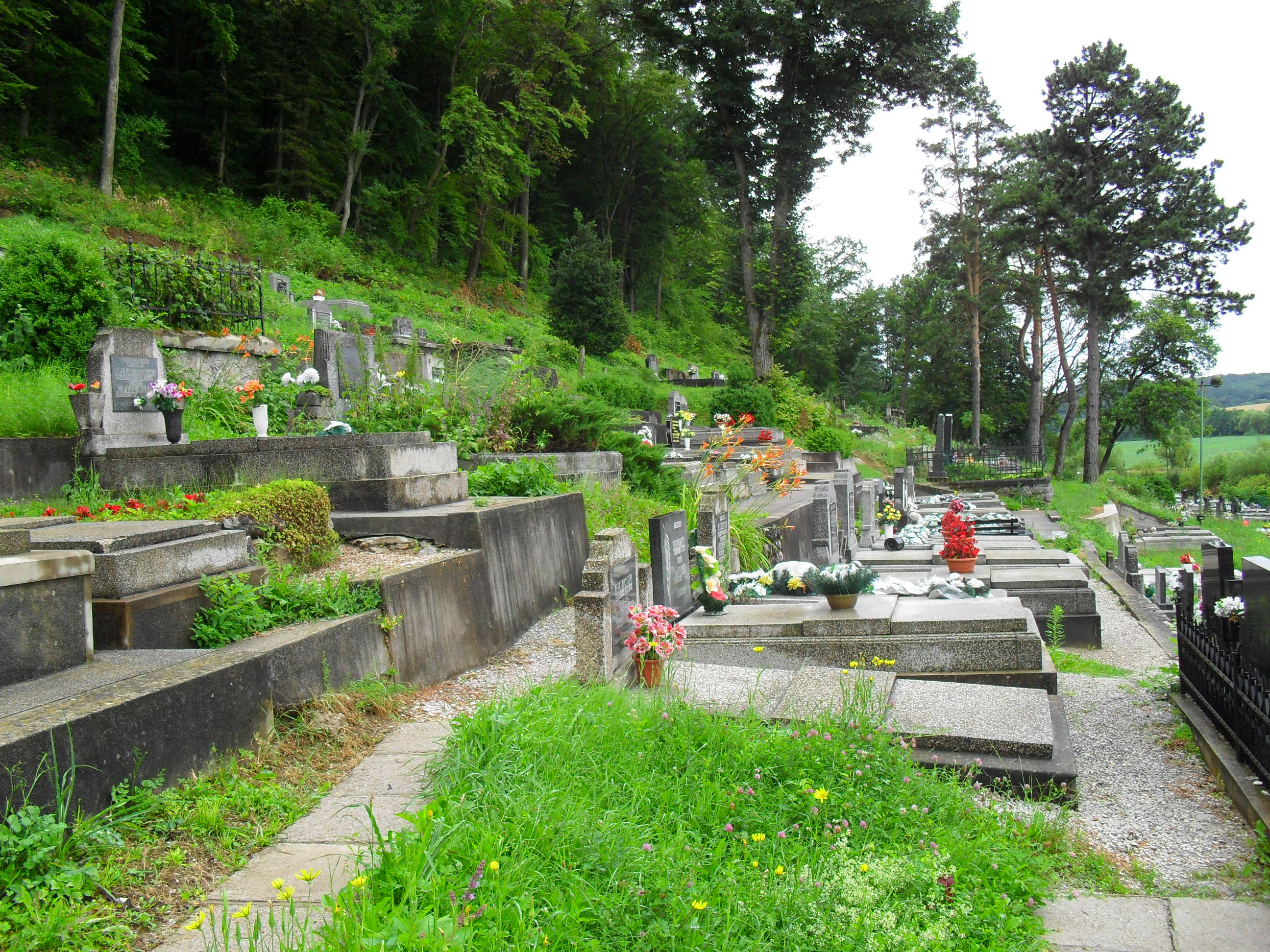
Temető
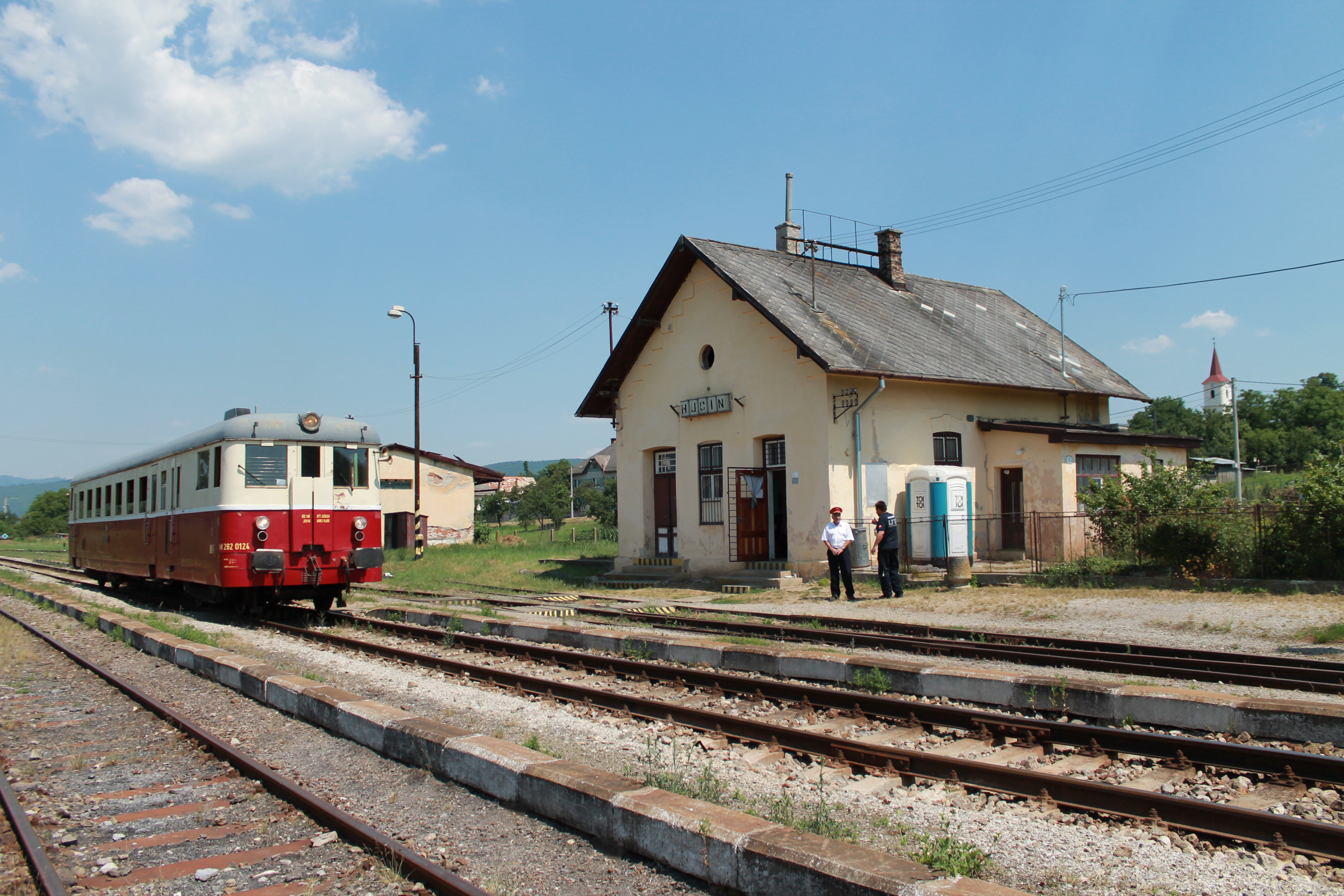
Vasútállomás

## Külső hivatkozások
- Hivatalos oldal
- Községinfó
- E-obce.sk